# Tomografo PET

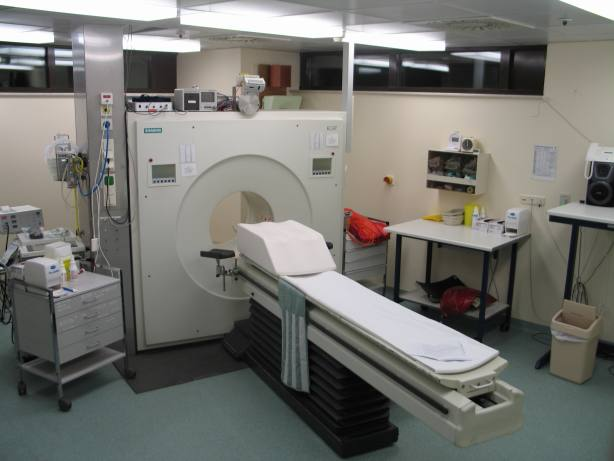
Un tomografo PET

Il tomografo PET è la macchina utilizzata in medicina nucleare per eseguire la tomografia a emissione di positroni. Questa macchina funziona rilevando i fotoni gamma emessi dall'annichilazione dei positroni, prodotti dal decadimento di radioisotopi somministrati da soli o incorporati in un'altra molecola (radiofarmaci).
Al tomografo PET vero e proprio è ormai sempre abbinato anche un tomografo TC o uno scanner RM. Mediante queste macchine è possibile ottenere immagini "ibride" PET/TC o PET/MRI, che permettono una valutazione del paziente sia dal punto di vista funzionale sia morfologico; aiutando anche a localizzare in modo corretto gli uptake patologici di radiofarmaco e migliorando la qualità delle immagini tramite la correzione per l'attenuazione fotonica.

## Principio di funzionamento
Il tomografo PET è come detto una macchina in grado di rilevare la presenza di radiofarmaci emittenti positroni dopo che questi sono iniettati nell'organismo, con una sensibilità molto elevata, potendo distinguere dal fondo anche un accumulo prodotto da pochi milioni di cellule, con una concentrazione di radiofarmaco dell'ordine di 10−10-10−12 mol/litro.
Quando un radiofarmaco utilizzato in PET decade emette un positrone (l'antiparticella dell'elettrone cioè la particella con la stessa massa, ma carica opposta) in grado di viaggiare nel mezzo che attraversa solo per pochi millimetri prima di fermarsi (tale distanza dipende dall'energia di emissione, dalla densità del mezzo attraversato e dal suo numero atomico). Quando questo avviene annichilisce con uno degli elettroni di cui è fatto il mezzo attraversato, convertendo tutta la sua massa (e quella dell'elettrone bersaglio) in energia. La somma delle masse del positrone emesso dal radiofarmaco e dell'elettrone del mezzo attraversato porta sempre alla produzione di due fotoni gamma con energie pari a 511 keV, che hanno direzioni di emissione opposta (con un angolo quindi di circa 180 gradi fra un fotone e l'altro). Il tomografo, riconoscendo quindi i fotoni che in un brevissimo lasso di tempo (circa 10 nanosecondi) colpiscono in contemporanea gli estremi del suo anello rilevatore, è in grado di dedurre (tramite appositi algoritmi) la densità di positroni annichiliti in un certo punto del corpo e quindi, con un po' di imprecisione dovuta al percorso dei positroni nel corpo, creare delle mappe 3D che mostrano dove e quanto si è concentrato il radiofarmaco. L'intervallo di tempo massimo entro cui i due fotoni devono colpire il rilevatore perché siano considerati prodotti dallo stesso evento di annichilazione è denominato finestra temporale, mentre la "linea" immaginaria definita dal percorso dei due fotoni verso il rilevatore è definita linea di risposta (LOR). La maggior parte dei fotoni rilevati dal tomografo tuttavia non raggiunge gli estremi opposti di questo entro la finestra temporale (eventi singoli) ed è quindi ignorata dal software di ricostruzione. Questo accade perché i fotoni emessi dall'annichilazione la maggior parte delle volte interagiscono con il mezzo attraversato mediante effetto fotoelettrico (con scomparsa di uno dei due fotoni nel mezzo) o effetto Compton (con deviazione dei fotoni emessi). Questo porta a riduzione, cambi di direzione e ritardi nell'arrivo dei fotoni verso il rilevatore, oltre che a rilevazione di eventi di coincidenza "falsi", che devono essere corretti prima di ottenere le immagini definitive.

## Tipologia di apparecchiature

### Geometria dei sistemi PET
I rilevatori dei tomografi PET sono posizionati tutti attorno al paziente, con disposizione ad anello, in modo da rilevare efficacemente i fotoni emessi da ogni annichilazione, che hanno direzioni opposte dal punto di emissione. Utilizzando un solo anello di rilevatori, il FOV (Field of View, cioè il campo di vista dello strumento) è però ristretto alla sola sezione di corpo che sta nello spessore dell'anello. Le PET moderne, per migliorare l'efficienza di questo processo e incrementare l'ampiezza del FOV, in realtà dispongono di più "anelli" di rilevazione messi in sequenza. Per ottenere immagini di tutto il corpo (total body) è quindi sufficiente muovere il lettino dove si trova il paziente in modo che attraversi gli anelli nel tempo.
La geometria del sistema PET definisce come i vari anelli in sequenza possano rilevare i fotoni di coincidenza. Nei sistemi 2D non è ammesso che i rilevatori posti in un anello possano rilevare eventi di coincidenza assieme a quelli di un altro. Nei sistemi 3D invece questo può avvenire. I vantaggi dei sistemi 2D sono una ricostruzione delle immagini più veloce, una minore interferenza degli eventi errati rilevata agli estremi del FOV e immagini più "pulite", d'altro canto però la non-rilevanza di molti eventi porta ad allungare i tempi di acquisizione (per tal motivo, e perché ormai i software di ricostruzione sono diventati molto più veloci e accurati, tale geometria è sempre meno utilizzata) In questo tipo di rilevatori i singoli anelli sono inoltre separati da spessori di piombo. Nei sistemi 3D è comunque da tenere conto che una distanza eccessiva fra gli anelli peggiora la qualità delle immagini nonostante l'utilizzo dei migliori algoritmi di ricostruzione (la distanza massima tollerabile è detta ring difference).

### Rivelatori
Nel classico tomografo PET sono costituiti da cristalli scintillatori in grado di convertire l'energia dei fotoni gamma in luce visibile, questa viene, come per la gamma camera, convertita quindi in un segnale elettrico da appositi fotomoltiplicatori e amplificata dall'hardware della macchina prima che il segnale raggiunga la console di ricostruzione. Tuttavia, al contrario dei cristalli utilizzati per costruire le gamma camere, quelli utilizzabili per la PET (che devono essere fatti di materiali in grado di assorbire fotoni gamma molto più energetici) di solito non possono essere, per limiti tecnici, di grosse dimensioni.
Gli ultimi modelli di macchina (PET digitale) utilizzando nuovi rilevatori a semiconduttore, sono in grado di convertire l'energia dei fotoni gamma direttamente in segnale elettrico (questo porta a migliorare molto la qualità delle immagini e la risoluzione spaziale, che è limitata solo dalle dimensioni dei rilevatori). Tuttavia tali tomografi sono ancora poco diffusi.
Nei tomografi "classici", per ovviare al problema della dimensione dei cristalli, tanti piccoli cristalli (divisi fra loro, costituendo elementi chiamati pixel) sono di solito messi assieme e associati a dei fotomoltiplicatori, per costituire quello che si chiama block detector. A seconda di come i fotomoltiplicatori (che hanno diversa posizione nel blocco) ricevono segnale, la macchina può dedurre in che punto del blocco il fotone incidente ha interagito. 
Quando un fotone di energia pari a 511 keV colpisce un rilevatore, la macchina controlla che nell'arco della finestra temporale il rilevatore posto in direzione opposta registri un evento simile; se ciò avviene il segnale viene digitalizzato. Tutta questa procedura richiede comunque un po' di tempo, in cui la macchina in quel punto non è in grado di codificare altri segnali (tale tempo è detto tempo morto).

### Cristalli di scintillazione
Sebbene il processo di rilevazione dei fotoni gamma sia simile a quello sfruttato dalle gamma camere, i fotoni emessi dagli eventi di annichilazione sono molto più energetici rispetto a quelli delle normali scintigrafie; sono pertanto necessari, per una buona rilevazione, materiali che presentano un'elevata densità elettronica. Tali materiali devono inoltre produrre molta luce per evento (resa luminosa: light yield) e dissiparla rapidamente (tempo di decadimento). Materiali con maggiore densità elettronica, oltre a rilevare gli eventi con più efficienza, possono essere costruiti di minore spessore (rendendo più precisa la definizione della posizione dell'evento rilevato dal cristallo). Un tempo di decadimento breve consente invece di ridurre la finestra temporale (e quindi la probabilità di rilevare eventi random) ed è necessaria per effettuare la correzione per il tempo di volo.
L'ortogermanato di bismuto è stato per molto tempo il materiale più utilizzato per costruire i cristalli (ed è quindi presente in molti tomografi tuttora in uso), dato che presenta un elevato coefficiente di attenuazione lineare ed elevata densità elettronica (e quindi elevata efficienza di rilevazione), ma è comunque gravato da una bassa resa luminosa e da un lungo tempo di decadimento (con conseguente peggioramento della risoluzione spaziale ed energetica). I cristalli più moderni come l'LSO (ortosilicato di lutezio), il LYSO (ortosilicato di lutezio-ittrio) e il GSO (ortosilicato di gadolinio) presentano invece una buona efficienza di rilevazione, unita a una migliore resa luminosa ed a un minor tempo di decadimento.

### Correzione per il tempo di volo
I tomografi più moderni possono produrre immagini utilizzando la correzione per il tempo di volo (Time of Flight o TOF, in inglese). Questa correzione tiene conto di quale dei due fotoni di coincidenza raggiunge per primo il rilevatore per determinare in modo più preciso in che punto è avvenuto l'evento di annichilazione (nei tomografi classici, la probabilità di un evento è invece uniforme lungo tutta la LOR). Per poter effettuare questa correzione, oltre a software dedicato, è necessario possedere anche dei rilevatori con cristalli dotati di tempi di scintillazione molto rapidi, inferiori al nanosecondo.

## Ricostruzione delle immagini
L'insieme dei dati grezzi rilevati dalla macchina costituisce il sinogramma (per ogni LOR è indicata la distanza dall'asse del tomografo e 2 angoli di inclinazione nello spazio 3D). Questi dati devono essere corretti prima di ottenere le immagini definitive. Le correzioni abituali sono per lo scatter, per il tempo morto, per l'uniformità ed eventualmente per l'attenuazione fotonica.
Esistono 3 tipi di sinogramma, che differiscono per la modalità di ottenimento dei dati. Se i dati sono ottenuti con un'acquisizione 2D gli eventi sono registrati per piani singoli, separati dai setti. Le "fette" di questo tipo di immagini non sono dotate quindi di spessore definito. Nelle immagini 3D Multi-Slice immagini tridimensionali sono invece ricavate sovrapponendo fette contigue, mentre applicando la modalità 3D Positron Volume Imaging PET (3D-PVI) le immagini 3D sono ottenute considerando LOR provenienti da tutte le direzioni (in questo caso le immagini finali saranno costituite da voxel).
La ricostruzione delle immagini è effettuabile con 2 tipi di algoritmi: analitici o iterativi.

### Algoritmi analitici
L'algoritmo analitico più utilizzato è la retroproiezione filtrata, che è caratterizzato da un'esecuzione rapida e semplice; ma è gravato da un'alta rumorosità delle immagini (specie nelle zone con un numero basso di conteggi) e dalla presenza di artefatti "a stella" (specie nelle zone con un numero elevato di conteggi).

### Algoritmi iterativi
Si basano sull'utilizzo di metodi statistici per la stima dell'attività e forniscono immagini migliori rispetto a quelli precedenti (con molto meno rumore e senza artefatti "a stella"). Come particolare caratteristica hanno la possibilità di utilizzare durante l'elaborazione informazioni aggiuntive sullo strumento in uso (modellizzazione). Il loro principale difetto è che per il loro utilizzo serve una potenza di calcolo molto maggiore (ma questo, con l'evoluzione dell'hardware dedicato alla ricostruzione, non è più un problema).
L'algoritmo di questo tipo più utilizzato in clinica è l'EM (Expectation Maximization) nella sua forma più "veloce", l'OSEM (Ordered Subset Expectation Maximization). Mediante quest'ultimo algoritmo i dati sono divisi in sottoinsiemi (subset) che vengono rielaborati più volte. Maggiore è il numero dei subset e più veloce sarà questo tipo di elaborazione, ma nel contempo la qualità dell'immagine finale peggiora se questi sono troppi.

## Prestazioni

### Risoluzione spaziale
Nelle immagini PET è limitata sia da fattori di tipo intrinseco (quindi dipendenti dalla fisica del fenomeno sfruttato, cioè l'annichilazione dei positroni) sia da fattori tecnologici dipendenti da limiti delle macchine.

#### Fattori intrinseci
Il positrone, una volta emesso, percorre una certa distanza prima di annichilire, che è tanto maggiore quanto più alta è la sua energia. Questo porta inevitabilmente a una degradazione della risoluzione spaziale delle immagini (denominata effetto range). Per il 18F questo errore è pari a circa 2 mm.
Un altro fattore di errore è la deviazione angolare delle coppie di fotoni. L'emissione infatti non è mai perfettamente antiparallela (con un angolo preciso di 180°), ma tende ad avere un margine di errore (che in acqua è pari a circa 0,5°). Questo porta a una perdita di risoluzione spaziale che aumenta all'aumentare della distanza fra i rilevatori e la sorgente di emissione (circa 2,2 mm per ogni metro).

#### Fattori tecnologici
La dimensione finita degli elementi del block detector contribuisce ovviamente a determinare la risoluzione dello strumento, così come lo spessore dei cristalli di scintillazione, che può portare a interazioni a differenti profondità nel cristallo, con conseguente errore nella determinazione della posizione dell'evento nel block detector; tale errore è detto di parallasse ed è a volte limitato dividendo il cristallo scintillatore in 2 strati. Esiste anche l'errore di codifica, dovuto a una non perfetta localizzazione della posizione di un evento nell'ambito del block detector dovuta solo a limiti tecnologici del sistema di rilevazione.

### Effetto volume parziale
In medicina nucleare è spesso necessario ottenere dei valori quantitativi che indicano quanto il radiofarmaco si è accumulato nei tessuti. Di norma il numero di conteggi rilevati dal tomografo è direttamente proporzionale all'attività presente nel tessuto, ma questa affermazione non è più valida se si considerano elementi più piccoli, che hanno 2 volte la risoluzione spaziale minima dello strumento. L'errore dovuto a questo fenomeno è denominato effetto volume parziale e porta a una perdita di conteggi inversamente proporzionale alle dimensioni del target studiato (che visivamente si traduce in una perdita di contrasto fra elementi piccoli). Per valori che vanno da 1 a 2 volte la risoluzione minima dello strumento è possibile correggere i conteggi per questo errore grazie a curve misurate sperimentalmente ("curve di recupero").

### Correzione per l'attenuazione
Questa correzione è sempre necessaria per ottenere dati quantitativi attendibili dalle immagini (in quanto il corpo umano tende ad assorbire i fotoni emessi, specie se il punto di emissione è localizzato molto internamente al corpo, portando a un drastico calo dei conteggi che aumenta con la profondità e la densità del mezzo attraversato).
La stima dell'attenuazione per ogni LOR è effettuabile usando una scansione trasmissiva. Questa può essere effettuata in modo semplice usando una sorgente di fotoni gamma da 511 keV (ad esempio di gallio-68) o di cesio-137 (con energia simile, pari a 662 keV) che viene fatta interagire coi rilevatori dopo avergli fatto attraversare il corpo del paziente; tuttavia tali medodiche sono state abbandonate e sostituite con scansioni TC (che di fatto sono esse stesse mappe di attenuazione fotonica, col vantaggio di fornire anche informazioni cliniche rilevanti, oltre che aiutare nella localizzazione degli accumuli di radiofarmaco mediante l'imaging ibrido PET-TC).
È possibile usare anche immagini RM per lo stesso scopo, ma dato che l'intensità RM non è mai funzione della radiotrasparenza dei tessuti è necessario in tali casi usare dei modelli matematici per la stima delle mappe di attenuazione.

#### Correzione per l'attenuazione mediante immagini TC
Rispetto alle vecchie metodiche, le immagini TC forniscono immagini molto meno rumorose e in maniera molto più veloce, ma lo fanno utilizzando fotoni con un'energia molto più bassa di quelli generati dai fenomeni di annichilazione. Dato che la differenza di attenuazione fra differenti energie dei fotoni gamma non è lineare si utilizzando differenti coefficienti di conversione per differenti range di unità Hounsfield rilevati dalla TC. Tale correzione in generale funziona, ma può dare risultati errati in presenza di materiali con elevato numero atomico (oggetti metallici, come ad esempio le protesi), portando ad artefatti nell'immagine non correggibili (e che devono essere interpretati come tali dal medico-nucleare, magari ricorrendo a immagini non corrette per l'attenuazione come aiuto).

## Eliminazione del rumore
I conteggi "veri" rilevati dalla macchina sono quelli che corrispondono a un reale evento di annichilazione, tuttavia è possibile anche rilevare conteggi "falsi" dovuti a eventi in cui almeno uno dei due fotoni è stato deviato per un'interazione Compton con il mezzo attraversato (evento scattered) oppure dovuti a 2 eventi differenti che hanno portato i loro fotoni a interagire "per caso" nell'ambito della finestra temporale agli estremi del rilevatore (eventi random). Mentre gli eventi true e scattered sono dovuti a eventi di annichilazione (sono pertanto denominati eventi prompt, cioè "immediati") questo non è vero per gli eventi random. La quantità di eventi prompt varia linearmente con l'attività somministrata al paziente, mentre il rateo di eventi veri su scattered no. Inoltre gli eventi scattered portano a un degrado della risoluzione spaziale dell'immagine. Il miglior modo per filtrare gli eventi scattered è quello di scegliere un'adeguata finestra energetica di rilevazione (che escluda i fotoni che hanno perso energia per effetto Compton), ma è possibile anche ridurre questi eventi usando una geometria 2D di acquisizione o tramite appositi modelli matematici in grado di stimarne la probabilità e sottrarla al risultato finale mediante algoritmi iterativi. Questi ultimi metodi riescono a sottrarre però solo l'attività dovuta agli eventi scattered, ma non il rumore che questi portano nell'immagine finale.
Gli eventi random sono indistinguibili energeticamente invece dai veri, ma è possibile limitarli progettando tomografi che posseggano finestre temporali ridotte. La quantità di questi eventi aumenta col quadrato dell'attività somministrata, quindi è molto importante se si somministrano attività elevate. Un altro metodo, che consente di stimare gli eventi random e di sottrarli, è di aprire una seconda finestra temporale, molto dopo quella utilizzata per l'acquisizione dei dati e che quindi misuri solo eventi random.
Nei sistemi con geometria 3D è più facile ottenere eventi scattered e random, oltre che incorrere in errori dovuti al tempo morto. Un modo indiretto per misurare la qualità dell'acquisizione in questi casi è la misura del rateo NEC (Noise Equivalent Count rate) che indica quanti sono gli eventi veri sul totale per diversi valori di attività nell'immagine. Mediante questa procedura (standardizzata) è possibile ottenere una curva (curva NEC) che mostra la qualità dell'acquisizione per differenti range di attività. Utilizzando questa curva è possibile scegliere l'attività più adatta da utilizzare con il tomografo in proprio possesso (corrispondente al picco della curva).

## Imaging ibrido
Il principale vantaggio clinico nell'ottenere immagini ibride PET/CT O PET/MRI è che le immagini ottenute sono perfettamente sovrapposte (quindi ad ogni punto visibile all'immagine TC o RM è associato in modo univoco ad un valore di conteggi in PET). Rispetto quindi a fare una coregistrazione fra le immagini PET e quelle radiologiche ottenute da macchine distinte non si corre il rischio di incorrere in errori di sovrapposizione dovuti a movimenti volontari del paziente e soprattutto involontari (es. peristalsi intestinale, che può spostare le anse intestinali nel peritoneo). L'utilizzo dell'imaging ibrido consente inoltre di eseguire in un solo esame (usando macchine abbastanza performanti ed eventualmente collaborando con un servizio di radiologia) sia l'indagine PET che quelle TC o RM. In tali casi è opportuno però eseguire le scansioni con mezzo di contrasto dopo quelle PET (quindi eseguire una TC basale, la PET ed infine le scansioni con contrasto) in modo da evitare artefatti nel processo di correzione per l'attenuazione delle immagini PET.

## Modalità di acquisizione
Le immagini PET possono essere acquisite in modi distinti a seconda del quesito diagnostico per cui l'esame è richiesto. Le modalità disponibili sono:
- acquisizione statica
- acquisizione dinamica
- acquisizione total body
- acquisizione list mode
- acquisizione gated

Prima di far partire l'acquisizione e dopo aver posizionato il paziente sulla macchina, dalla console vanno inseriti i dati identificativi del paziente, la sua massa, l'attività di radiofarmaco somministrata e l'orario di somministrazione (indispensabili per fare misure semiquantitative dell'uptake regionale), l'orientamento del corpo sulla macchina (supino/prono - testa verso l'interno o l'esterno del tomografo)  e se le braccia sono tenute sollevate dietro la testa o lungo il corpo. Di solito si fanno sollevare le braccia per ridurre gli artefatti da attenuazione lungo il tronco (in modo da rendere più accurate le immagini a livello di tali regioni, anche perché analizzare gli arti superiori non è sempre così utile in ambito oncologico), tuttavia questi artefatti possono presentarsi acquisendo in questo modo a livello del collo e della testa; in tali casi è possibile rifare scansioni mirate a tali livelli facendo abbassare le braccia.
Successivamente viene acquisita usando la TC o la RM un'immagine scout veloce di tutto il corpo,non diagnostica ma utile per controllare di nuovo il posizionamento del paziente sulla macchina e per definire il campo di acquisizione. Fatto questo viene eseguita la scansione TC o RM senza mezzo di contrasto e viene quindi successivamente iniziata la scansione PET tenendo il paziente nella stessa posizione. Protocolli preimpostati sono di solito utilizzati dal tecnico sanitario di radiologia medica per rendere la procedura più veloce e meno soggetta ad errori.

### Acquisizione statica
È utilizzata per studiare una regione specifica del corpo o uno specifico organo. Di solito acquisizioni di questo tipo durano intorno a 10-15 minuti e sono utilizzate per lo studio del cervello o per eseguire scansioni mirate tardive a specifici distretti corporei dopo aver eseguito un'indagine total body; ad esempio per una valutazione nel tempo dei valori di SUV di una lesione sospetta (acquisizione dual point) o per verificare se un uptake è dovuto ad accumulo aspecifico di radiofarmaco (es. stasi urinaria in uretere); in tali casi infatti questo cambierà in posizione o intensità nella seconda acquisizione.

### Acquisizione dinamica
Questa modalità di acquisizione (poco usata in ambito clinico per via dei lunghi tempi richiesti, ma spesso utilizzata in ambito di ricerca scientifica) permette di studiare come il radiofarmaco si accumula nel tempo in uno specifico distretto corporeo, anche dal momento dell'iniezione (che può essere fatta anche col paziente sulla macchina). Le immagini finali saranno quindi dei "fotogrammi" 3D (frame) che mostrano come evolve la situazione nel tempo (per tale ragione questo tipo di acquisizione è anche chiamata 4D). Mediante questi protocolli è possibile studiare la farmacocinetica di un radiofarmaco, calcolare valori di flusso locali di questo estremamente precisi (ad esempio questo è utilissimo in ambito cardiologico) oppure effettuare studi molto accurati sul metabolismo o il legame ai recettori tissutali della molecola somministrata, che possono essere anche sfruttati per studiare la natura di una lesione sospetta (es. benignità vs malignità). Spesso questi dati sono analizzati dopo la loro ricostruzione utilizzando complessi modelli matematici.

### Acquisizione total body
Questa modalità è quella più spesso utilizzata in ambito clinico per ottenere immagini di tutto il corpo (specie in oncologia). L'acquisizione viene eseguita in tale caso facendo in successione numerose acquisizioni statiche (chiamate in gergo anche "lettini", che hanno un FOV di dimensione definita), interessando in sequenza i vari segmenti del corpo. Per correggere gli artefatti dovuti alla radioattività presente fuori dal campo di ogni vista, i singoli "lettini" sono in parte sovrapposti (in modo da aumentare il numero di conteggi nelle zone di confine, e quindi ridurre il rumore).

### Acquisizione list mode
Utilizzando protocolli list mode i dati dell'acquisizione sono memorizzati in un sinogramma che successivamente può essere elaborato per ricostruire le immagini in tanti modi diversi (è possibile ad esempio, a partire dagli stessi dati, ottenere immagini statiche o dinamiche). La principale pecca di questa modalità è che richiede molta memoria per salvare tutti i dati.

### Acquisizione gated
Questa modalità di acquisizione è di norma utilizzata per studiare in maniera più accurata e senza artefatti organi interni in movimento (gating cardiaco, sincronizzato con l'elettrocardiogramma per lo studio del cuore; gating "respiratorio" sincronizzato con appositi sensori che rilevano i movimenti respiratori, per lo studio dei polmoni) I dati acquisiti in questo caso sono divisi in frame che a loro volta sono definiti dividendo in parti uguali il movimento periodico registrato dal sensore esterno. I dati a tale scopo possono essere memorizzati o in differenti spazi di memoria per ogni frame o meglio in un sinogramma creato con la metodica list mode; quest'ultima strategia consente un maggior controllo sull'acquisizione, evitando di ottenere dati inutilizzabili nel caso il segnale esterno non sia periodico (ad esempio in presenza di fibrillazione atriale se si utilizza un gating cardiaco). Usando la metodica list mode infatti gli stessi dati possono essere utilizzati in tali casi per effettuare una ricostruzione non-gated delle immagini. È da tener presente che aumentare il numero dei frame se da un lato permette di correggere meglio per il movimento degli organi del paziente (e quindi ottenere immagini visivamente migliori, oltre che consentire un più preciso studio quantitativo) dall'altro abbassa il numero di conteggi per singolo frame, producendo immagini più rumorose.

## Controlli di qualità
I documenti NEMA NU 1 (1994) e 2 (2001) definiscono i riferimenti (validi a livello internazionale) validi per i controlli di qualità dei tomografi PET, senza però specificare quali test effettuare e come eseguirli. La definizione di questi infatti varia da tomografo a tomografo ed è definita dal costruttore. Nella maggior parte dei casi i controlli di qualità si eseguono mediante procedure automatizzate e sorgenti radioattive poste in fantocci pieni di acqua.